# Hemerobius baguiensis
Hemerobius baguiensis är en insektsart som beskrevs av Navás 1923. Hemerobius baguiensis ingår i släktet Hemerobius och familjen florsländor. Inga underarter finns listade i Catalogue of Life.